# ナイダン・ツブシンバヤル
ナイダン・ツブシンバヤル（モンゴル語: Найдангийн Түвшинбаяр、Naidangiin Tüvshinbayar、1984年6月1日- ）は、モンゴル・ボルガン県出身の柔道選手。モンゴル史上初のオリンピック金メダリストである。身長176cm、体重105kg。得意技は双手刈、肩車、小外掛。5段
。

## 来歴
- ツブシンバヤルは7人兄弟の末っ子として育ち、モンゴル小学校5年生の時に柔道をはじめた。幼少時はモンゴル相撲で腕を磨いていたという。もともとツブシンバヤルはモンゴル相撲の選手であったが、柔道を本格的に習い始めて(2000年-)北京オリンピックで8年目になる。
- 2003年にはMJジュニア柔道大会(モンゴルNPO MJ協会主催)の90kg級で優勝し、MJ協会により招待来日している。2004年にはモンゴル青年柔道大会で優勝し頭角を現していく。
- 2006年頃から国際大会に参加し、すぐに上位成績を残すようになった。
- 北京オリンピック男子柔道100kg級の1回戦でツブシンバヤルは、優勝候補と見られていた日本の鈴木桂治に1分26秒の双手刈で一本勝ちした。その後もツブシンバヤルは得意技で勝ち上がり、決勝では肩車で技有り1有効2で優勢勝ちを収めモンゴル人としては初めての金メダルを獲得した（同大会ではボクシングでもエンクバット・バダルウーガンが2人目の金メダル獲得）[1]。
- 現在もモンゴル相撲の選手と練習をしており、優勝後の記者会見でツブシンバヤルは“モンゴル相撲のテクニックを使った、モンゴル相撲は柔道と似ているので役に立つんだ“と答えた。
- ツブシンバヤルと同じモンゴル出身で、大相撲の横綱・朝青龍や白鵬から「感動しました」とツブシンバヤルに対しコメントが寄せられた。
- モンゴルに初の金メダルをもたらしたとしてモンゴルのナンバリーン・エンフバヤル大統領は、緊急大統領令として同国で最高の栄誉とされる「労働英雄賞」と顕著な成績を残したスポーツ選手に授与される「スポーツ功労賞」を同時にツブシンバヤルに授与すると発表した。ツブシンバヤルは帰国後の18日に受賞された。
- 帰国後、褒賞としてツブシンバヤルに贈られた賞与は以下のとおりである。

モンゴル政府から10万ドル（アメリカドル換算）。
金採掘会社から5kgの純金。
鉱山会社から12万ドル。
複数の建築会社から2-3LDKのアパートを数件。
国営航空会社から2012年のロンドンオリンピックまでの間、ツブシンバヤルの国際大会の往復旅行費を100%負担。
携帯電話会社から4年間通話無料。
銅鉱山会社から銅1トンに相当する現金。
車が2台。
合計で100万ドル相当の賞与と報じられている。
- 2008年末、右膝の故障によりニューヨークで手術を受け無事成功、その後はリハビリ期間を経て復帰した。
- 2009年より階級を100kg超級に変更して国際大会に出るも、2010年2月のワールドカップ・ウィーンでは100kg超級で7位[2]。それ以降は階級を100kg級に戻し、2月のグランプリ・デュッセルドルフで初戦敗退、2月のワールドカップ・プラハでも初戦で敗退、5月のグランプリ・チュニスで2回戦で敗退、と下位の国際大会では成績不振だったが7月のワールドカップ・ウランバートルで優勝、8月の世界柔道選手権では5位、と復調を印象づけた[2]。また、IJFのルール変更に伴い双手刈、肩車偏重のプレースタイルを止めて担ぎ技重視に一変させた。
- 2012年8月のロンドンオリンピックでは決勝でロシアのタギル・ハイブラエフの背負投で敗れ、オリンピック2連覇はならなかったが銀メダルを獲得している[2]。
- 2014年9月のアジア大会では、決勝でカザフスタンのマクシム・ラコフを指導3で破って優勝した[4]。
- 2016年のリオデジャネイロオリンピックでは、初戦でキューバのホセ・アルメンテロスに敗れた[2]。
- 前述のリオデジャネイロオリンピック以降、一年に渡りIJF主催の大会に全く出場しておらず、33歳という年齢からしても引退が濃厚と思われていた。

しかし、2017年の世界選手権では1つ上の階級となる100kg超級にエントリーし、準々決勝でブラジルのダビド・モウラに内股で敗れるが敗者復活戦でジョージアのアダム・オクルアシビリ、三位決定戦では同じくジョージアのグラム・ツシシビリを破って、銅メダルを獲得した。オリンピックでは二大会連続メダリストとなったが、意外にも世界選手権では初のメダル獲得であった。
ツブシンバヤルは元々の階級である100kg級の中でも上背がない選手であり、この時の表彰台の写真はいかにツブシンバヤルが大柄な相手を倒してきたかを物語っている。
2020年8月にはモンゴルオリンピック委員会会長に就任した。
2021年には親友で100㎏級でも活躍していたエルデネビレグ・エンフバットを襲撃して重傷を負わせたとして、20日間留置所に収容される事態となった。その後にエルデネビレグが死亡したことで罪に問われて、2022年には懲役16年を言い渡された。

## 柔道スタイル
- (2008年北京五輪まで）低い姿勢から素早く相手の足を取り、双手刈や肩車を繰り返し狙う。その繰り返し頻度は非常に高く、試合時間中に何回も試みる。そしてそれ以外の技はほとんど出してこない。しかしながら重心の低さやモンゴル相撲の技術を生かし、一度相手を捕まえると一気に相手の体を浮かせて技を決めてしまう。相手にとっては双手刈や肩車が来ると分かっていても捕まると逃げられないことから握力、腕力、背筋力は非常に高いと推測される。
- 2009年以降のIJFのルール変更に伴い、得意である双手刈などの下半身を執拗に攻めるスタイルから担ぎ技への転向を計り、柔道スタイルを大きく変えた。2012年ロンドン五輪時は一本背負投、小内巻込などやはり相手の下に潜り込んで投げる技を得意としており、ルールが変わってもモンゴル相撲の技術をベースとしている。
- ロンドン五輪以降は、横落などの返し技や巻き込み技も使うなどして柔道の幅を広げている。100kg超級に階級を上げてからは日本の原沢久喜から外巻込でポイントを奪い勝利した事もある。

## 主な戦績
- 2006年 - 東アジア選手権　3位(100kg超級)
- 2006年 - 世界学生　3位
- 2007年 - フランス国際　3位
- 2007年 - ドイツ国際　3位
- 2007年 - アジア選手権　2位
- 2007年 - 世界選手権　無差別　5位
- 2008年 - フランス国際　2位
- 2008年 -  アジア選手権　3位
- 2008年 - 北京オリンピック　優勝
- 2009年 - 東アジア大会　3位
- 2010年 - ワールドカップ・ウランバートル　優勝
- 2010年 - 世界選手権　5位
- 2010年 - アジア大会　5位
- 2010年 - グランプリ・青島　5位
- 2011年 - グランドスラム・パリ　2位
- 2011年 - ワールドカップ・ブダペスト　優勝
- 2011年 - グランプリ・デュッセルドルフ　5位
- 2011年 -  アジア選手権　3位
- 2011年 - グランプリ・アブダビ　3位
- 2011年 - グランプリ・アムステルダム　5位
- 2011年 - ワールドカップ・チェジュ　優勝
- 2011年 - グランドスラム・東京　5位
- 2011年 - グランプリ・青島　5位
- 2012年 - ワールドマスターズ　5位
- 2012年 - グランドスラム・パリ　優勝
- 2012年 - ロンドンオリンピック　2位
- 2013年 - グランドスラム・東京　3位
- 2013年 - グランプリ・チェジュ　優勝
- 2014年 - グランプリ・デュッセルドルフ　3位
- 2014年 - アジア大会　個人戦　優勝　団体戦　5位
- 2014年 - グランプリ・チェジュ　2位
- 2015年 - 世界選手権 7位
- 2015年 - 世界団体　3位
- 2015年 -　グランプリ・青島　優勝
- 2016年 - アジア選手権　優勝
- 2017年 - アジア選手権　団体戦　2位
- 2017年 -　世界選手権　3位
- 2018年 -　グランプリ・フフホト　優勝
- 2019年 - グランプリ・フフホト　2位

(出典、JudoInside.com)